# 泰阿尔采市镇

泰阿尔采市镇在北马其顿的位置

泰阿尔采市镇是北馬其頓的一個市镇，行政中心为泰阿尔采村，属于波洛格统计区。市镇總面積136.54平方公里，2020年人口28,745。
該市镇北臨科索沃共和国，東面和南面是耶古诺夫采市镇，西接泰托沃市镇， 

## 外部連結
- 官方网站  （馬其頓文）